# Późny okres przejściowy
Późny okres przejściowy – okres rozwoju w kulturach andyjskich przypadający na lata 1000-1400 n.e. Za wyznacznik początku późnego okresu przejściowego przyjmuje się upadek cywilizacji Huari oraz Tiahuanaco, rozwijających się w czasie trwania horyzontu środkowego. Był to jeden z najbardziej przełomowych momentów w całej historii prekolumbijskiej Costa Extremo Sur. Jego powstanie w dużej mierze wiązało się z napływem na te tereny nowych i stosunkowo licznych grup ludności. Stworzyły one całkiem nowe skupiska osadnicze, w obrębie których odnotowano specyficzny materiał zabytkowy o tradycji Tiahuanaco. Jednocześnie zostaje tam wprowadzony, dotychczas niestosowany, system teras uprawnych, tzw. andenes, oraz powiązana z nim sieć kanałów irygacyjnych.
Style ceramiczne późnego okresu przejściowego w obrębie Costa Extremo Sur to:
- Chiribaya
- Chuquibamba
- Churajón.